# Jakow Kulniew
Jakow Piotrowicz Kulniew (ros. Яков Пётрович Кульнев, transliteracja: Âkov Pёtrovič Kul'nev; ur. 1763 w Lucyniu, zm. 1 sierpnia 1812 pod Jakobowem) – generał major Armii Imperium Rosyjskiego, który odegrał ważną rolę podczas wojny rosyjsko-szwedzkiej w latach 1808-1809, uczestnik wojen napoleońskich i wojny ojczyźnianej 1812.

## Życiorys
Jakow Piotrowicz Kulniew pochodził z rodziny o wojskowych tradycjach. W 1770 rozpoczął on swoje szkolną i wojskową edukację w Petersburgu. Pierwszą wojskową wyprawę odbył podczas wojny rosyjsko-tureckiej w latach 1787-1791. Wykazał się talentem i zdobył twierdzę Bendery. Następnie 1792-1793 wziął udział w kampanii polskiej, później w 1794 w tłumieniu powstania kościuszkowskiego, a jego oddział podlegał bezpośrednio rozkazom Aleksandra Suworowa. W czerwcu 1794 wyróżnił się w bitwach pod Boruniem, Oszmianami i Lidą, w lipcu pod Wilnem, we wrześniu pod Muchowcami, Kobryniem i Brześciem Litewskim, a w październiku 1794 w walkach na przedpolach Warszawy. Po wojnie Kulniew awansował na majora i został przydzielony do sumskiego pułku huzarów.
Podczas bitwy pod Frydlandem w 1807 przeciw Napoleonowi walczył w Grodzieńskim Pułku Huzarów, po czym awansował do stopnia pułkownika. 1808-1809 brał udział w wojnie rosyjsko-szwedzkiej, m.in. wkroczył do Abo. W marcu 1809 na czele rosyjskiej armii walczył o Wyspy Alandzkie. W 1811 został szefem Grodzieńskiego Pułku Huzarów, który później został przemianowany na 6 Klasicki Pułk Huzarów, a w 1909 otrzymał jego imię.
Po wybuchu wojny francusko-rosyjskiej 1812 objął dowództwo straży przedniej korpusu generała Piotra Wittgensteina. Na jej czele walczył pod Wilkomierzem i Drują. Poległ 1 sierpnia 1812 w bitwie pod Klasicami.
Generał Kulniew uważany był za jednego z najdzielniejszych rosyjskich generałów kawalerii. Napoleon Bonaparte nazwał go rosyjskim Lasallem.
Był odznaczony Orderem Świętego Jerzego III klasy, Orderem Świętego Włodzimierza IV klasy, Orderem Świętej Anny I i II klasy, dwukrotnie nagrodzony Złotą Szablą „Za Dzielność”.